# 7 Eleven-Sava RBP/2016
Deze pagina geeft een overzicht van de wielerploeg 7 Eleven-Sava RBP in 2016.

## Transfers
| Inkomend            | Team 2015                         | Uitgaand         | Team 2016 |
| ------------------- | --------------------------------- | ---------------- | --------- |
| Edgar Nohales Nieto | Qinghai Tianyoude-BH Cycling Team | Cris Joven       | Onbekend  |
| Jesse Ewart         | Onbekend                          | Denver Casayuran | Onbekend  |
| Arjay Peralta       | Onbekend                          | Jae Yeon Im      | Onbekend  |
| Jay Lampawog        | Onbekend                          | Kenny Nijssen    | Onbekend  |
|                     |                                   | Kenny Nijssen    | Onbekend  |

## Renners
| Naam                | Geboortedatum     | Nationaliteit | Ploeg 2015                        |
| ------------------- | ----------------- | ------------- | --------------------------------- |
| Ryan Cayubit        | 7 juni 1991       | Filipijnen    |                                   |
| Jesse Ewart         | 31 juli 1994      | Australië     | Onbekend                          |
| Marcelo Felipe      | 10 februari 1990  | Filipijnen    |                                   |
| Mark Galedo         | 11 september 1985 | Filipijnen    |                                   |
| Jay Lampawog        | 21 maart 1997     | Filipijnen    | Onbekend                          |
| Nelson Martin       | 2 januari 1988    | Filipijnen    |                                   |
| Edgar Nohales Nieto | 28 juli 1986      | Spanje        | Qinghai Tianyoude-BH Cycling Team |
| Arjay Peralta       | 5 augustus 1993   | Filipijnen    | Onbekend                          |
| Dominic Perez       | 1 oktober 1994    | Filipijnen    |                                   |
| Roel Quitoy         | 31 oktober 1991   | Filipijnen    |                                   |
| Jonipher Ravina     | 22 juni 1981      | Filipijnen    |                                   |

## Kalender (profwedstrijden)
| Wedstrijd          | Datum                    | Categorie |
| ------------------ | ------------------------ | --------- |
| Ronde van Langkawi | 24 februari-2 maart 2016 | 2.HC      |
| Ronde van Korea    | 5-12 juni 2016           | 2.1       |

2013 · 2014 · 2015 · 2016